# Qyteti i dashurisë
Qyteti i dashurisë (svenska: kärleksstaden) är en låt på albanska framförd av den kosovoalbanska sångerskan Teuta Kurti. Låten är skriven av Aida Baraku med musik av Florent Boshnjaku. Med låten ställde Kurti år 2007 upp i Festivali i Këngës 46, Albaniens uttagning till Eurovision Song Contest 2008. Vid tävlingen dirigerades bidraget av Gridi Kraja.
I tävlingen deltog Kurti i den första semifinalen, 14 december 2007. Hon fick startnummer 13 av 15, och framförde sitt bidrag efter Eneda Tarifas "E para letër" och före Rosela Gjylbegu med "Po lind një yll". När juryn överlagt stod det klart att Kurti, som en av 7 tog sig vidare till finalen.
I finalen hade bidraget startnummer 11 av 17. Hon framförde låten efter Devis Xherahu och före Samanta Karavello. När alla bidrag framförts tilldelades Kurti 5 poäng av domarna, där samtliga 5 kom från Baton Haxhia. Detta innebar att hon slutade på 14:e plats i finalen som vanns av Olta Boka på 67 poäng.